# Into the New World
„Into the New World“ („다시 만난 세계“; „Dasi Mannan Segye“) ist die erste Single der südkoreanischen Mädchenband Girls’ Generation und wurde am 2. August 2007 von S.M. Entertainment veröffentlicht.

## Veröffentlichung
Bereits am 1. August 2007 erschien das Musikvideo zu „Into the New World“. Einen Tag später wurde schließlich die Single veröffentlicht. Ihr offizielles Debüt hatten Girls’ Generation am 5. August in der Musiksendung Inkigayo des Senders SBS mit diesem Lied.
Am 12. September 2007 wurde ein Remix des Songs veröffentlicht.

## Musikstil
Das Lied „Into the New World“ ist ein Dancepop-Song, der von kenzie komponiert wurde. Es handelt von der Hoffnung gegenüber der neuen Zukunft und soll der erschöpften, modernen Gesellschaft wieder Mut geben. Die Choreografie, die von Sim Jae-won kreiert wurde, erreichte auch viel Aufmerksamkeit.

## Titelliste
| Nr. | Titel                                            | Songschreiber                                                                                 | Länge |
| --- | ------------------------------------------------ | --------------------------------------------------------------------------------------------- | ----- |
| 1   | 다시 만난 세계 (Into the New World)              | Kim Jeong-bae, kenzie                                                                         | 4:26  |
| 2   | Beginning                                        | Yun Hyo-sang, Anna-Lena Margaretha Hogdahl, Mattias Lindblom, Anders Wollbeck, Hwang Seong-je | 3:03  |
| 3   | Perfect for you (소원)                           | Kwon Yun-jeong, Ingrid Skretting, kenzie                                                      | 3:17  |
| 4   | 다시 만난 세계 (Into the New World) Instrumental | kenzie                                                                                        | 4:26  |

## Erfolg
Das Lied erreicht den ersten Platz einiger Online-Charts. Zudem erreichte „Into the New World“ Platz 1 am 11. Oktober 2007 in der Musiksendung M! Countdown. Zudem erhielt die Gruppe für das Lied den Rookie-Award von Cyworld. Die Single verkaufte sich über 50.000 Mal und belegte Rang 9 der Jahresendcharts.
2016 erreichte der Song erneut Popularität als die Studentinnen der Ewha Womans University bei ihren Demonstrationen gegen die Universitätsleitung das Lied spielten und mitsangen. Kurz darauf wurde es bei den Protesten gegen die Präsidentin Park Geun-hye gespielt. Das Lied wurde auch 2019 gesungen bei der Entscheidung des Verfassungsgericht, ob Abtreibungen kriminelle Handlungen seien oder nicht. Ferner wurde der Song bei Protesten in Thailand und Hongkong gespielt. Das Lied wurde zum Symbol südkoreanischer Demonstrationskultur. Zudem steht der Song heute für Feminismus und wird bei Demonstrationen feministischer Organisationen gespielt. Der Song ist auch wichtig für die südkoreanischen LGBTQ-Gemeinde und wird auf Queer-Festivals gespielt. Das ehemalige Girls'-Generation-Mitglied Tiffany führte den Song auch in einem Video für und von einer LGBTQ-Gruppe auf.